# Phòng trưng bày Šariš ở Prešov
Phòng trưng bày Šariš ở Prešov (tiếng Slovakia: Šarišská galéria v Prešove) là một trong những phòng trưng bày khu vực lâu đời nhất ở Slovakia, tọa lạc trên phố Hlavna, thành phố Prešov, Slovakia. Đây là nơi trưng bày các hình ảnh về lịch sử mỹ thuật trong khu vực từ thời Trung cổ cho đến nay.
Vào ngày 17 tháng 4 năm 1963, tòa nhà Cung điện Wécsey nơi đặt phòng trưng bày Šariš được ghi danh vào Danh sách Di tích Trung ương theo quyết định của Bộ Văn hóa Cộng hòa Slovakia. Theo Nghị quyết của Chủ tịch Hội đồng Quốc gia Slovakia, địa điểm này được công nhận là di tích văn hóa quốc gia.

## Lịch sử
Phòng trưng bày Šariš ở Prešov được thành lập vào năm 1956 và chính thức mở cửa cho công chúng vào năm 1957. Cơ sở này là một phòng trưng bày khu vực cho đến năm 1961. Trong khoảng thời gian 1961 - 1991, nơi này được gọi là Phòng trưng bày Mỹ thuật. Kể từ năm 1991, tên được đổi thành Phòng trưng bày Šariš.
Phòng trưng bày này hoạt động trong Trường Cao đẳng Tin Lành từ năm 1957 đến năm 1981. Từ năm 1981 đến nay, trụ sở của phòng trưng bày là hai tòa nhà nằm liền kề nhau tại địa chỉ số 51 và 53 phố Hlavná.
Theo thống kê trong năm 2013, có tổng cộng 4.264 tác phẩm hội họa, bản vẽ, đồ họa, tác phẩm điêu khắc và nghệ thuật ứng dụng trong bộ sưu tập của phòng trưng bày này.